# Čičavica
La Čičavica (en serbe Чичавица, en albanais Çiçavica) est une montagne située au centre du Kosovo avec une longueur de 8 km et une largeur d'environ 5 km. Son altitude est de 1 091 m. Elle se situe sur la ligne de démarcation entre la région de Drenica et la plaine du Kosovo. La rivière Sitnica coule à ses pieds.
Le village de Stanovci est situé à gauche de la montagne. De grandes villes comme Pristina, Vučitrn ou Obilić sont situées près de la Čičavica.